# Златоустовский сельский совет (Криворожский район)
Златоустовский сельский совет (укр. Златоустівська сільська рада) — входит в состав
Криворожского района
Днепропетровской области
Украины.
Административный центр сельского совета находится в 
с. Златоустовка.

## Населённые пункты совета
- с. Златоустовка
- с. Андрусовка
- с. Каменское
- с. Новогригоровка